# Joe Dumars
Joe Dumars III (Shreveport, 24 mei 1963) is een Amerikaans oud-basketballer die met de Detroit Pistons tweemaal het NBA kampioenschap won.

## Carrière
Dumars speelde in zijn jeugd eerst American football net zoals zijn broers maar gaf dat op nadat hij een zware klap kreeg tijdens een wedstrijd. Hij richtte zich sindsdien op basketbal en ging collegebasketbal spelen voor de McNeese State Cowboys. In 1985 stelde hij zich kandidaat voor de NBA draft waar hij als 18e in de eerste ronde gekozen werd door de Detroit Pistons. Hij speelde zijn hele carrière voor de Pistons en won met hen twee keer het kampioenschap in 1989 en 1990. In 1989 werd hij uitgeroepen tot Finals MVP nadat ze de Los Angeles Lakers versloegen in vier wedstrijden. Hij was een van de belangrijkste elementen in de Jordan Rules die het voor Michael Jordan moeilijker moest maken om aan de bal te komen. Jordan noemde Dumars de beste verdediger waar tegen hij moest spelen in zijn carrière.
Ondanks dat hij deel uit maakte van de Bad Boys stond hij gekend voor zijn rustige karakter en kreeg als eerste speler de NBA Sportsmanship Award de winnaar krijgt de naar hem vernoemde Joe Dumars Trophy. Hij kreeg ook de J. Walter Kennedy Citizenship Award voor zijn inzet voor de gemeenschap. In zijn carrière werd hij zesmaal All-Star en werd vier keer NBA All-Defensive first team. In maart 2000 werd zijn rugnummer 4 teruggetrokken door de Pistons. In 1994 won hij een gouden medaille op het wereldkampioenschap.
Van 2000 tot 2014 was hij actief als directeur basketzaken bij de Pistons. In 2006 werd hij opgenomen in de Basketball Hall of Fame.

## Erelijst

### Als Speler
- NBA-kampioen: 1989, 1990
- NBA Finals MVP: 1989
- NBA All-Star: 1990, 1991, 1992, 1993, 1995, 1997
- All-NBA Second Team: 1993
- All-NBA Third Team: 1990, 1991
- NBA All-Defensive First Team: 1989, 1990, 1992, 1993
- NBA All-Defensive Second Team: 1991
- NBA All-Rookie First Team: 1986
- Wereldkampioenschap: 1994
- J. Walter Kennedy Citizenship Award: 1994
- NBA Sportsmanship Award: 1996
- Nummer 4 teruggetrokken door de Detroit Pistons en McNeese State Cowboys

#### Hall of Fame
- Louisiana Association of Basketball Coaches Hall of Fame: 1990
- McNeese Sports Hall of Fame: 1994
- Michigan Sports Hall of Fame: 2003
- Louisiana Sports Hall of Fame: 2003
- College Basketball Hall of Fame: 2006
- Naismith Memorial Basketball Hall of Fame: 2006

### Als Manager
- NBA Executive of the Year: 2003
- NBA-kampioen: 2004

## Statistieken

### Regulier seizoen
| Seizoen  | Team            | WG    | WS  | MPW  | 2P%  | 3P%  | FW%  | RPW | APW | SPW | BPW | PPW  |
| -------- | --------------- | ----- | --- | ---- | ---- | ---- | ---- | --- | --- | --- | --- | ---- |
| 1985/86  | Detroit Pistons | 82    | 45  | 23,9 | 48,1 | 31,3 | 79,8 | 1,5 | 4,8 | 0,8 | 0,1 | 9,4  |
| 1986/87  | Detroit Pistons | 79    | 75  | 30,9 | 49,3 | 40,9 | 74,8 | 2,1 | 4,5 | 1,1 | 0,1 | 11,8 |
| 1987/88  | Detroit Pistons | 82    | 82  | 33,3 | 47,2 | 21,1 | 81,5 | 2,4 | 4,7 | 1,1 | 0,2 | 14,2 |
| 1988/89  | Detroit Pistons | 69    | 67  | 34,9 | 50,5 | 48,3 | 85,0 | 2,5 | 5,7 | 0,9 | 0,1 | 17,2 |
| 1989/90  | Detroit Pistons | 75    | 71  | 34,4 | 48,0 | 40,0 | 90,0 | 2,8 | 4,9 | 0,8 | 0,0 | 17,8 |
| 1990/91  | Detroit Pistons | 80    | 80  | 38,1 | 48,1 | 31,1 | 89,0 | 2,3 | 5,5 | 1,1 | 0,1 | 20,4 |
| 1991/92  | Detroit Pistons | 82    | 82  | 38,9 | 44,8 | 40,8 | 86,7 | 2,3 | 4,6 | 0,9 | 0,1 | 19,9 |
| 1992/93  | Detroit Pistons | 77    | 77  | 40,2 | 46,6 | 37,5 | 86,4 | 1,9 | 4,0 | 1,0 | 0,1 | 23,5 |
| 1993/94  | Detroit Pistons | 69    | 69  | 37,6 | 45,2 | 38,8 | 83,6 | 2,2 | 3,8 | 0,9 | 0,1 | 20,4 |
| 1994/95  | Detroit Pistons | 67    | 67  | 38,0 | 43,0 | 30,5 | 80,5 | 2,4 | 5,5 | 1,1 | 0,1 | 18,1 |
| 1995/96  | Detroit Pistons | 67    | 40  | 32,7 | 42,6 | 40,6 | 82,2 | 2,1 | 4,0 | 0,6 | 0,0 | 11,8 |
| 1996/97  | Detroit Pistons | 79    | 79  | 37,0 | 44,0 | 43,2 | 86,7 | 2,4 | 4,0 | 0,7 | 0,0 | 14,7 |
| 1997/98  | Detroit Pistons | 72    | 72  | 32,3 | 41,6 | 37,1 | 82,5 | 1,4 | 3,5 | 0,6 | 0,0 | 13,1 |
| 1998/99  | Detroit Pistons | 38    | 38  | 29,4 | 41,1 | 40,3 | 83,6 | 1,8 | 3,5 | 0,6 | 0,1 | 11,3 |
| Carrière | Carrière        | 1,018 | 944 | 34,5 | 46,0 | 38,2 | 84,3 | 2,2 | 4,5 | 0,9 | 0,1 | 16,1 |
| All-Star | All-Star        | 6     | 1   | 16,3 | 40,0 | 33,3 | 50,0 | 1,2 | 3,4 | 0,2 | 0,0 | 5,7  |

### Play-offs
| Seizoen  | Team            | WG  | WS  | MPW  | 2P%  | 3P%  | FW%   | RPW | APW | SPW | BPW | PPW  |
| -------- | --------------- | --- | --- | ---- | ---- | ---- | ----- | --- | --- | --- | --- | ---- |
| 1985/86  | Detroit Pistons | 4   | 4   | 36,8 | 61,0 | —    | 66,7  | 3,3 | 6,3 | 1,0 | 0,0 | 15,0 |
| 1986/87  | Detroit Pistons | 15  | 15  | 31,5 | 53,8 | 66,7 | 78,0  | 1,3 | 4,8 | 0,8 | 0,1 | 12,7 |
| 1987/88  | Detroit Pistons | 23  | 23  | 35,0 | 45,7 | 33,3 | 88,9  | 2,2 | 4,9 | 0,6 | 0,1 | 12,3 |
| 1988/89  | Detroit Pistons | 17  | 17  | 36,5 | 45,5 | 8,3  | 86,1  | 2,6 | 5,6 | 0,7 | 0,1 | 17,6 |
| 1989/90  | Detroit Pistons | 20  | 20  | 37,7 | 45,8 | 26,3 | 87,6  | 2,2 | 4,8 | 1,1 | 0,0 | 18,2 |
| 1990/91  | Detroit Pistons | 15  | 15  | 39,2 | 42,9 | 40,5 | 84,5  | 3,3 | 4,1 | 1,1 | 0,1 | 20,6 |
| 1991/92  | Detroit Pistons | 5   | 5   | 44,2 | 47,1 | 50,0 | 78,9  | 1,6 | 3,2 | 1,0 | 0,2 | 16,8 |
| 1995/96  | Detroit Pistons | 3   | 3   | 41,0 | 45,7 | 35,7 | 100,0 | 4,3 | 3,7 | 0,0 | 0,0 | 13,7 |
| 1996/97  | Detroit Pistons | 5   | 5   | 42,8 | 36,1 | 26,1 | 95,0  | 1,8 | 2,0 | 1,0 | 0,0 | 13,8 |
| 1998/99  | Detroit Pistons | 5   | 5   | 30,6 | 48,7 | 52,6 | 100,0 | 1,4 | 2,6 | 0,4 | 0,0 | 10,2 |
| Carrière | Carrière        | 112 | 112 | 36,6 | 46,2 | 35,8 | 85,5  | 2,3 | 4,6 | 0,8 | 0,1 | 15,6 |

4 Dumars · 
10 Rodman · 
11 Thomas · 
15 Johnson · 
22 Salley · 
23 Aguirre · 
24 Williams · 
25 Long · 
34 Dembo · 
40 Laimbeer · 
44 Mahorn · 
53 Edwards · 
Coach Daly
00 Bedford · 
4 Dumars · 
10 Rodman · 
11 Thomas · 
12 Henderson · 
15 Johnson · 
22 Salley · 
23 Aguirre · 
33 Greenwood · 
35 Hastings · 
40 Laimbeer · 
53 Edwards · 
Coach Daly